# Đạo quân Phương Nam
Đạo quân Phương Nam (tiếng Nhật: 南方軍; rōmaji: Nampōgun) là một tổng quân của Lục quân Đế quốc Nhật Bản.

## Lịch sử
Đạo quân Phương Nam được thành lập ngày 6 tháng 11 năm 1941 và giải thể năm 1945 khi Đế quốc Nhật Bản đầu hàng quân Đồng Minh.
Đơn vị này chiến đấu trên chiến trường Đông Nam Á và Tây Nam Thái Bình Dương. Đối thủ chủ yếu của họ là quân đội Hoa Kỳ, Anh, Pháp, Hà Lan và Úc cùng đồng minh. Họ còn thực hiện chức năng quản lý các vùng đất chiếm được. Trụ sở bộ tư lệnh đặt tại Sài Gòn. Tư lệnh của Nam Phương quân là nguyên soái Terauchi Hisaichi.
Ngày 22 tháng 7 năm 1941, Đạo quân Phương Nam tấn công quân Pháp và chiếm được Đông Dương.
Ngày 8 tháng 12 năm 1941, Đạo quân Phương Nam phối hợp với Hải quân Đế quốc Nhật Bản tấn công quân đội Hoa Kỳ ở Philippines, đến tháng 5 năm 1942 thì chiếm được xứ này.
Ngày 8 tháng 12 năm 1941, Đạo quân Phương Nam tấn công quân Anh ở Mã Lai. Nhờ có ưu thế về hỏa lực và quân số, họ chiếm được Mã Lai vào ngày 31 tháng 1 năm 1942. Tiếp đó, họ tấn công Singapore. Quân Đồng Minh tại Singapore đầu hàng vào ngày 15 tháng 2 năm 1942.
Ngày 11 tháng 1 năm 1942, Đạo quân Phương Nam tấn công quân Hà Lan và chiếm được Indonesia vào ngày 9 tháng 3 cùng năm.
Cũng tháng 1 năm 1942, Đạo quân Phương Nam cùng với quân Xiêm tấn công quân Anh và chiếm được Hạ Miến Điện sau 3 tháng.
Từ giữa năm 1942 đến giữa năm 1943, Phương Nam quân tấn công một loạt quần đảo ở Nam Thái Bình Dương.
Sau đó chiến cục chuyển sang hướng Phương Nam quân phải phòng thủ trước sự phản công của quân Đồng Minh.

## Biên chế
Khi mới thành lập, Phương Nam quân chỉ có Sư đoàn 14 và các lữ đoàn hỗn hợp độc lập số 49 và 53. Khi bắt đầu tham chiến trong Chiến tranh Thái Bình Dương, biên chế của Phương Nam quân như sau:
- Phương diện quân Miến Điện ở Miến Điện
- Phương diện quân 7 ở Mã Lai, Singapore và Sumatra
- Phương diện quân 14 ở Philippines
- Phương diện quân 18 ở Thái Lan
- Tập đoàn quân số 2 ở Indonesia
- Tập đoàn quân số 18 ở New Guinea và quần đảo Solomon
- Tập đoàn quân số 37 ở Borneo
- Tập đoàn quân số 38 ở Đông Dương
- Tập đoàn quân không quân số 3
- Tập đoàn quân không quân số 4
- Một số lữ đoàn hỗn hợp độc lập

Một số đơn vị được hợp lại thành Đạo quân Viễn chinh Đông Dương trong giai đoạn Nhật Bản xâm lược Đông Dương năm 1940.

## Danh sách chỉ huy

### Tư lệnh
|   | Tên                           | Từ ngày                  | Đến ngày                 |
| - | ----------------------------- | ------------------------ | ------------------------ |
| 1 | Nguyên soái Terauchi Hisaichi | ngày 6 tháng 11 năm 1941 | ngày 31 tháng 8 năm 1945 |

### Tham mưu trưởng
|   | Tên                          | Từ ngày                   | Đến ngày                  |
| - | ---------------------------- | ------------------------- | ------------------------- |
| 1 | Trung tướng Tsukada Osamu    | ngày 6 tháng 11 năm 1941  | ngày 1 tháng 7 năm 1942   |
| 2 | Trung tướng Kuroda Shigenori | ngày 1 tháng 7 năm 1942   | ngày 19 tháng 5 năm 1943  |
| 3 | Trung tướng Shimizu Kinori   | ngày 19 tháng 5 năm 1943  | ngày 22 tháng 3 năm 1944  |
| 4 | Trung tướng Iimura Jo        | ngày 22 tháng 3 năm 1944  | ngày 26 tháng 12 năm 1944 |
| 5 | Trung tướng Numata Takazo    | ngày 26 tháng 12 năm 1944 | tháng 9 năm 1944          |